# Franco Moretti
Franco Moretti, född 1950 i Sondrio, Italien, är en italiensk marxistisk litteraturvetare vars verk huvudsakligen fokuserat på romanens historia som "planetär form". Hans senaste arbeten har väckt uppmärksamhet på grund av hans - ej okontroversiella - inlånande av kvantitativa forskning från de socialvetenskapliga domänerna till de traditionellt humanistiska.
Hans böcker har översatts till åtminstone femton språk. Han är professor vid Stanford University, där han bland annat leder The Literary Lab.

## Biografi
Moretti studerade jämförande litteraturvetenskap vid universitetet i Rom och undervisade därefter vid universiteten i Salerno och Verona innan han flyttade till USA. Han var en tid professor i engelsk och jämförande litteraturvetenskap vid Columbia University och utnämndes 2000 till professor vid Stanford University. Samma år var han med och grundade Stanford Center for the Study of the Novel.
Han är bror till filmskaparen Nanni Moretti, och har medverkat i några filmer.